# Jerry Miranda
Jerry Gabriël Miranda (ca. 1961) is een Surinaams politicus. Hij was districtscommissaris (dc) van 2011 tot 2017, eerst voor Para en daarna voor Paramaribo Noordoost, en in die periode ook nog een jaar waarnemend dc voor Marowijne. Sinds 1 februari 2017 is hij minister van Openbare Werken, Transport en Communicatie (OWT&C). Sinds april 2018 is hij dat alleen nog voor Openbare Werken omdat Transport en Communicatie opnieuw een zelfstandig ministerie werd.

## Biografie
Miranda was ondernemer voordat hij op 19 januari 2011 Hugo Pinas opvolgde als dc van Para. Daarnaast was hij coördinator van het district tijdens de verkiezingscampagne het jaar ervoor en van het buurtwachtcollectief aan de Anamoestraat. Bij zijn aantreden als dc zat nog maar zeven Surinaamse dollar in de kas van het district, waarop hij reageerde met: "Toen ik met mijn zaak begon, had ik maar 50 cent in kas. Ik ga de uitdaging aan."
Op 28 november 2014 wisselden hij en Mohamed Kasto van district en werd Miranda dc van Paramaribo Noordoost. Deze functie had hij tot 1 februari 2017. Daarnaast na het overlijden van van Theo Sondrejoe waarnemend dc van het district Marowijne. Deze functie droeg hij op 2 november 2016 over aan Freddy Daniël.
Op 1 februari 2017 trad hij aan als minister van Openbare Werken, Transport en Communicatie (OWT&C) in het Kabinet Bouterse II. Hij was toen een van de vijf nieuwe ministers en verving Siegfried Wolff. Bij het aantreden van het kabinet op 12 augustus 2015 ging het gerucht al dat Miranda in beeld was voor die post. Na het ontslag van minister Eugène van der San nam Miranda van 6 tot 9 juni het ministerie van Justitie en Politie waar. Ferdinand Welzijn van HI&T nam die interimpost hierna op zich. Hij is een van de ministers die tijdens de reshuffle van maart 2018 zijn post verloor.